# تره‌کاته
تره‌کاته (به ایتالیایی: Trecate) یک کومونه در ایتالیا است که در استان نووارا واقع شده‌است. تره‌کاته ۳۸٫۴ کیلومتر مربع مساحت و ۲۰٬۳۴۷ نفر جمعیت دارد و ۱۳۶ متر بالاتر از سطح دریا واقع شده‌است.